# Diego Plaza
Diego Alonso Plaza Barrios (* 22. Januar 2001 in Casablanca) ist ein chilenischer Fußballspieler, der auf der Position eines Mittelfeldspielers eingesetzt wird.

## Karriere
Diego Plaza begann seine Karriere 2019 bei den Santiago Wanderers, mit denen er die Meisterschaft der Primera B gewann, und wechselte 2022 zu Unión San Felipe. Nach zwei Jahren in der zweiten Liga unterschrieb er für die Saison 2024 beim Erstligisten Coquimbo Unido, bei dem er nur ein Spiel bestritt. Zur Saison 2025 kehrte er in die Primera B zurück und schloss sich San Marcos an.

## Erfolge
Santiago Wanderers
- Meister der Primera B: 2019

## Sonstiges
Sein Zwillingsbruder Matías Plaza ist und sein Bruder Marco Plaza war ebenfalls Profifußballspieler.